# Belonectes latifrons
Belonectes latifrons là một loài chân đều trong họ Munnopsidae. Loài này được Menzies & George miêu tả khoa học năm 1972.